# Santuario de San Sebastián (Yumbel)
El Santuario de San Sebastián es un santuario de culto católico chileno ubicado en la comuna de Yumbel, en la Región del Biobío, al sur del país. Cada 20 de enero recibe a miles de peregrinos devotos del santo mártir de origen romano, Sebastián de Milán, quien fue soldado oriundo de la Galia (actual Francia), siendo celebrada la festividad por su día de acuerdo al calendario católico, el cual es uno de los eventos del turismo cristiano más importantes de la región y uno de los más concurridos para la Iglesia católica en Chile durante la época estival en ese país. En dicho lugar, se venera una imagen del santo de 73 cm de alto y tallada en madera de cedro, la cual se encuentra en un altar mayor. Es administrado directamente por la Arquidiócesis de la Santísima Concepción a través de su «Decanato Rural».

## Historia
La festividad tiene sus orígenes en la época del Chile colonial en el siglo XVIII, donde se hacía anualmente una celebración más modesta a nivel local. En 1766, Yumbel quedó oficialmente bajo el patronazgo de San Sebastián. 
La imagen del santo fue trasladada en 1663 por dictamen de un juez eclesiástico desde Chillán a la fortificación ubicada en el actual Yumbel, año en que fue refundada bajo el nombre de «Nuestra Señora de Almudena», la cual fue repoblada tres años más tarde y rebautizada como la localidad de San Carlos de Austria de Yumbel. Luego de haber sido trasladada en múltiples ocasiones dentro de la localidad, por diferentes motivos, entre los que se cuentan la destrucción del templo donde se encontraba ubicada debido al terremoto de Concepción de 1835, hasta que fue puesta definitivamente en su actual ubicación dentro del santuario en 1859, frente a la plaza de Armas de la ciudad.

## Templo actual
El actual templo del santuario se comenzó a construir en 1856, por orden del obispo de Concepción, Monseñor José Hipólito Salas, siendo inaugurado oficialmente tres años más tarde. Consta de tres naves en orden toscano, obedeciendo al origen románico del santo, con tres respectivas bóvedas construidas en madera, siendo la nave central la de mayores dimensiones. Con el terremoto de Chillán de 1939, ocurrido cuatro días después de la celebración del santo, la edificación sufrió algunos deterioros producto del desastre natural, por lo que tuvo que ser remozado y restaurado. Tiene un campanario de 61 m.